# Ronde van Frankrijk 2014
De 101ste editie van de Ronde van Frankrijk ging van start op zaterdag 5 juli 2014 in Leeds, in het Engelse graafschap Yorkshire. De ronde eindigde op zondag 27 juli op de Avenue des Champs-Élysées in de Franse hoofdstad Parijs. De titelverdediger was de Brit Chris Froome. Hij viel dit jaar na etappe 5 uit. De Italiaan Vincenzo Nibali won dit jaar. Jean-Christophe Péraud uit Frankrijk werd 2e en Thibaut Pinot eveneens een Fransman maakte het podium compleet. Peter Sagan won voor de derde keer op rij het puntenklassement. Het bergklassement ging naar de Pool Rafal Majka en Thibaut Pinot won het jongerenklassement. 

## Startlijst
Alle achttien UCI World Tour ploegen hadden het recht en de plicht om deel te nemen aan de Ronde van Frankrijk 2014. Dit jaar waren er 4 wildcards uitgedeeld om er een aantal van 22 teams te maken.
| 18 UCI World Tour-ploegen | 18 UCI World Tour-ploegen | 18 UCI World Tour-ploegen | 4 wildcards                  |
| ------------------------- | ------------------------- | ------------------------- | ---------------------------- |
| AG2R La Mondiale          | FDJ.fr                    | Movistar                  | Cofidis                      |
| Astana                    | Garmin Sharp              | Omega Pharma-Quick-Step   | Bretagne-Séché Environnement |
| Belkin                    | Giant-Shimano             | Orica-GreenEdge           | IAM Cycling                  |
| BMC Racing Team           | Lampre-Merida             | Sky ProCycling            | Team NetApp-Endura           |
| Cannondale                | Lotto-Belisol             | Tinkoff-Saxo              |                              |
| Europcar                  | Katjoesja                 | Trek Factory Racing       |                              |
|                           |                           |                           |                              |

## Favorieten
Net als bij de vorige Ronde van Frankrijk gold Chris Froome (winnaar 2013) vooraf als de favoriet voor de eindzege, met Alberto Contador (winnaar 2007 en 2009) als zijn belangrijkste uitdager. Beiden moesten de Ronde van Frankrijk echter verlaten na valpartijen. 

## Etappe-overzicht
Op 17 januari 2013 werd bekendgemaakt dat de eerste drie etappes in Engeland zouden plaatsvinden. Het was voor de vierde maal in de geschiedenis dat de Ronde van Frankrijk het Verenigd Koninkrijk aandoet. De eerste keer was in 1974, de tweede keer in 1994, en de derde keer was in 2007. Opvallend is dat deze ronde geen proloog en ploegentijdrit kende en dat er slechts één individuele tijdrit in het programma werd opgenomen. Er waren verder zes bergetappes opgenomen in het parcours, waarvan vijf met aankomst bergop.
| Datum   | Etappe                 | Start-Finish                                                 | Afstand (in km)        | Type                   | Winnaar                | Ploeg                   | Klassementsleider      |
| ------- | ---------------------- | ------------------------------------------------------------ | ---------------------- | ---------------------- | ---------------------- | ----------------------- | ---------------------- |
| 5 juli  | 1                      | Leeds - Harrogate                                            | 190,5                  | Vlakke rit             | Marcel Kittel          | Giant-Shimano           | Marcel Kittel          |
| 6 juli  | 2                      | York - Sheffield                                             | 201                    | Heuvelrit              | Vincenzo Nibali        | Astana Pro Team         | Vincenzo Nibali        |
| 7 juli  | 3                      | Cambridge - Londen                                           | 155                    | Vlakke rit             | Marcel Kittel          | Giant-Shimano           | Vincenzo Nibali        |
| 8 juli  | 4                      | Le Touquet-Paris-Plage - Villeneuve-d'Ascq (Lille Métropole) | 163,5                  | Vlakke rit             | Marcel Kittel          | Giant-Shimano           | Vincenzo Nibali        |
| 9 juli  | 5                      | Ieper - Arenberg (Porte du Hainaut)                          | 155,5                  | Vlakke rit (kasseien)  | Lars Boom              | Belkin Pro Cycling      | Vincenzo Nibali        |
| 10 juli | 6                      | Arras - Reims                                                | 194                    | Vlakke rit             | André Greipel          | Lotto-Belisol           | Vincenzo Nibali        |
| 11 juli | 7                      | Épernay - Nancy                                              | 234,5                  | Vlakke rit             | Matteo Trentin         | Omega Pharma-Quick-Step | Vincenzo Nibali        |
| 12 juli | 8                      | Tomblaine - Gérardmer                                        | 161                    | Heuvelrit              | Blel Kadri             | AG2R La Mondiale        | Vincenzo Nibali        |
| 13 juli | 9                      | Gérardmer - Mulhouse                                         | 170                    | Heuvelrit              | Tony Martin            | Omega Pharma-Quick-Step | Tony Gallopin          |
| 14 juli | 10                     | Mulhouse - La Planche des Belles Filles                      | 161,5                  | Bergrit                | Vincenzo Nibali        | Astana Pro Team         | Vincenzo Nibali        |
| 15 juli | Rustdag in Besançon    | Rustdag in Besançon                                          | Rustdag in Besançon    | Rustdag in Besançon    | Rustdag in Besançon    | Rustdag in Besançon     | Rustdag in Besançon    |
| 16 juli | 11                     | Besançon - Oyonnax                                           | 187,5                  | Heuvelrit              | Tony Gallopin          | Lotto-Belisol           | Vincenzo Nibali        |
| 17 juli | 12                     | Bourg-en-Bresse - Saint-Étienne                              | 185,5                  | Vlakke rit             | Alexander Kristoff     | Katjoesja               | Vincenzo Nibali        |
| 18 juli | 13                     | Saint-Étienne - Chamrousse                                   | 197,5                  | Bergrit                | Vincenzo Nibali        | Astana Pro Team         | Vincenzo Nibali        |
| 19 juli | 14                     | Grenoble - Risoul                                            | 177                    | Bergrit                | Rafał Majka            | Tinkoff-Saxo            | Vincenzo Nibali        |
| 20 juli | 15                     | Tallard - Nîmes                                              | 222                    | Vlakke rit             | Alexander Kristoff     | Katjoesja               | Vincenzo Nibali        |
| 21 juli | Rustdag in Carcassonne | Rustdag in Carcassonne                                       | Rustdag in Carcassonne | Rustdag in Carcassonne | Rustdag in Carcassonne | Rustdag in Carcassonne  | Rustdag in Carcassonne |
| 22 juli | 16                     | Carcassonne - Bagnères-de-Luchon                             | 237,5                  | Bergrit                | Michael Rogers         | Tinkoff-Saxo            | Vincenzo Nibali        |
| 23 juli | 17                     | Saint-Gaudens - Saint-Lary-Soulan (Pla d'Adet)               | 124,5                  | Bergrit                | Rafał Majka            | Tinkoff-Saxo            | Vincenzo Nibali        |
| 24 juli | 18                     | Pau - Hautacam                                               | 145,5                  | Bergrit                | Vincenzo Nibali        | Astana Pro Team         | Vincenzo Nibali        |
| 25 juli | 19                     | Maubourguet - Bergerac                                       | 208,5                  | Vlakke rit             | Ramūnas Navardauskas   | Garmin-Sharp            | Vincenzo Nibali        |
| 26 juli | 20                     | Bergerac - Périgueux                                         | 54                     | Individuele tijdrit    | Tony Martin            | Omega Pharma-Quick-Step | Vincenzo Nibali        |
| 27 juli | 21                     | Évry - Parijs (Champs-Élysées)                               | 137,5                  | Vlakke rit             | Marcel Kittel          | Giant-Shimano           | Vincenzo Nibali        |

## Klassementsleiders na elke etappe
| Etappe 0       | Algemeen klassement | Puntenklassement | Bergklassement    | Jongerenklassement | Ploegenklassement | Strijdlust           |
| -------------- | ------------------- | ---------------- | ----------------- | ------------------ | ----------------- | -------------------- |
| 1              | Marcel Kittel       | Marcel Kittel1   | Jens Voigt        | Peter Sagan2       | Sky ProCycling    | Jens Voigt           |
| 2              | Vincenzo Nibali     | Peter Sagan      | Cyril Lemoine     | Peter Sagan2       | Sky ProCycling    | Blel Kadri           |
| 3              | Vincenzo Nibali     | Peter Sagan      | Cyril Lemoine     | Peter Sagan2       | Sky ProCycling    | Jan Bárta            |
| 4              | Vincenzo Nibali     | Peter Sagan      | Cyril Lemoine     | Peter Sagan2       | Sky ProCycling    | Thomas Voeckler      |
| 5              | Vincenzo Nibali     | Peter Sagan      | Cyril Lemoine     | Peter Sagan2       | Astana Pro Team   | Lieuwe Westra        |
| 6              | Vincenzo Nibali     | Peter Sagan      | Cyril Lemoine     | Peter Sagan2       | Astana Pro Team   | Luis Ángel Maté      |
| 7              | Vincenzo Nibali     | Peter Sagan      | Cyril Lemoine     | Peter Sagan2       | Astana Pro Team   | Martin Elmiger       |
| 8              | Vincenzo Nibali     | Peter Sagan      | Blel Kadri        | Michał Kwiatkowski | Astana Pro Team   | Blel Kadri           |
| 9              | Tony Gallopin       | Peter Sagan      | Tony Martin       | Michał Kwiatkowski | Astana Pro Team   | Tony Martin          |
| 10             | Vincenzo Nibali     | Peter Sagan      | Joaquim Rodríguez | Romain Bardet      | AG2R-La Mondiale  | Tony Martin          |
| 11             | Vincenzo Nibali     | Peter Sagan      | Joaquim Rodríguez | Romain Bardet      | AG2R-La Mondiale  | Nicolas Roche        |
| 12             | Vincenzo Nibali     | Peter Sagan      | Joaquim Rodríguez | Romain Bardet      | AG2R-La Mondiale  | Simon Clarke         |
| 13             | Vincenzo Nibali     | Peter Sagan      | Vincenzo Nibali3  | Romain Bardet      | AG2R-La Mondiale  | Alessandro De Marchi |
| 14             | Vincenzo Nibali     | Peter Sagan      | Joaquim Rodríguez | Romain Bardet      | AG2R-La Mondiale  | Alessandro De Marchi |
| 15             | Vincenzo Nibali     | Peter Sagan      | Joaquim Rodríguez | Romain Bardet      | AG2R-La Mondiale  | Martin Elmiger       |
| 16             | Vincenzo Nibali     | Peter Sagan      | Rafał Majka       | Thibaut Pinot      | AG2R-La Mondiale  | Cyril Gautier        |
| 17             | Vincenzo Nibali     | Peter Sagan      | Rafał Majka       | Thibaut Pinot      | AG2R-La Mondiale  | Romain Bardet        |
| 18             | Vincenzo Nibali     | Peter Sagan      | Rafał Majka       | Thibaut Pinot      | AG2R-La Mondiale  | Mikel Nieve          |
| 19             | Vincenzo Nibali     | Peter Sagan      | Rafał Majka       | Thibaut Pinot      | AG2R-La Mondiale  | Tom-Jelte Slagter    |
| 20             | Vincenzo Nibali     | Peter Sagan      | Rafał Majka       | Thibaut Pinot      | AG2R-La Mondiale  | niet uitgereikt      |
| 21             | Vincenzo Nibali     | Peter Sagan      | Rafał Majka       | Thibaut Pinot      | AG2R-La Mondiale  | niet uitgereikt      |
| Eindklassement | Vincenzo Nibali     | Peter Sagan      | Rafał Majka       | Thibaut Pinot      | AG2R La Mondiale  | Alessandro De Marchi |

- 1 De groene trui werd in de tweede etappe gedragen door Bryan Coquard die derde stond achter Marcel Kittel en Peter Sagan.
- 2 De witte trui werd in de derde en vierde etappe gedragen door Romain Bardet en in de vijfde, zesde, zevende en achtste etappe door Michał Kwiatkowski die tweede stonden achter Sagan.
- 3 De bolletjestrui werd in de veertiende etappe gedragen door Joaquim Rodríguez die tweede stond achter Vincenzo Nibali.

## Algemeen klassement
| Rang | Renner                 | Ploeg               | Tijd      |
| ---- | ---------------------- | ------------------- | --------- |
|      | Vincenzo Nibali        | Astana              | 89u59'06" |
| 2    | Jean-Christophe Péraud | AG2R La Mondiale    | +7'37"    |
| 3    | Thibaut Pinot          | FDJ.fr              | +8'15"    |
| 4    | Alejandro Valverde     | Team Movistar       | +9'40"    |
| 5    | Tejay van Garderen     | BMC Racing Team     | +11'24"   |
| 6    | Romain Bardet          | AG2R La Mondiale    | +11'26"   |
| 7    | Leopold König          | Team NetApp-Endura  | +14'32"   |
| 8    | Haimar Zubeldia        | Trek Factory Racing | +17'57"   |
| 9    | Laurens ten Dam        | Belkin Pro Cycling  | +18'11"   |
| 10   | Bauke Mollema          | Belkin Pro Cycling  | +21'15"   |

## Opgaves
| - Mark Cavendish startte niet meer in de tweede rit, na een val in de eerste rit - Sacha Modolo startte niet meer in de tweede rit, na een val in de eerste rit - Andy Schleck startte niet meer in de vierde rit, na een val in de derde rit - Greg Henderson liep in de vierde rit een blessure op na een val en gaf op - Chris Froome viel in de vijfde rit en diende op te geven - Maximiliano Richeze startte niet meer in de zesde etappe - Xabier Zandio gaf in de zesde rit op na een val - Jegor Silin gaf in de zesde rit op na een val - Jesús Hernández gaf in de zesde rit op na een val - Stef Clement gaf in de zevende rit op na een val - Danny van Poppel gaf in de zevende rit op door een blessure - Darwin Atapuma gaf in de zevende rit op door een val - Mathias Frank brak zijn dijbeen in een val in de zevende rit en gaf op - Bart De Clercq gaf in de achtste rit op, ten gevolge van een val in de vierde rit - Egoitz García gaf in de negende rit op, na een eerdere val - Ted King gaf in de tiende rit op door een blessure - Alberto Contador gaf in de tiende rit op na een val | - Mathew Hayman gaf in de tiende rit op om een onbekende reden - Fabian Cancellara verliet op de eerste rustdag de koers - Andrew Talansky startte niet meer in de twaalfde rit na meerdere valpartijen - David de la Cruz gaf in de twaalfde rit op na een val - Arthur Vichot gaf ziek op in de dertiende rit - Daniel Navarro gaf op in de dertiende rit - Janier Acevedo gaf op in de dertiende rit - Aleksandr Porsev kwam in de dertiende rit te laat binnen en werd gediskwalificeerd - Rafael Valls gaf op in de veertiende rit vanwege een blessure - Dries Devenyns gaf op in de veertiende rit vanwege een blessure - Simon Yates verliet de Tour op de tweede rustdag - Rui Costa verliet de Tour op de tweede rustdag vanwege een longontsteking - Simon Gerrans startte niet meer in de zeventiende rit na aanblijvende last als gevolg van een valpartij in de eerste rit - Reto Hollenstein startte niet meer in de zeventiende rit na vaststelling van een klaplong na de vorige rit - Simon Špilak gaf op in de zeventiende rit vanwege buikgriep - Heinrich Haussler startte niet meer in de achttiende rit wegens ziekte - José Joaquín Rojas werd tijdens de achttiende rit gediskwalificeerd na herhaaldelijk aan de volgwagen hangen |